# Jin Fengling
Jin Fengling (chinesisch 金鳳玲 / 金凤玲, Pinyin Jīn Fènglíng; * 20. November 1982 in Harbin) ist eine ehemalige chinesische Eishockeyspielerin, die im Verlauf ihrer aktiven Karriere zwischen 1999 und 2013 unter anderem an neun Weltmeisterschaften und zwei Olympischen Winterspielen teilnahm. Dabei absolvierte sie mindestens 66 Partien bei größeren Turnieren oder Wettbewerben, in denen sie fast 50 Scorerpunkte sammelte.

## Karriere
Jin Fengling, die für das Team aus ihrer Geburtsstadt Harbin spielte, nahm mit der Weltmeisterschaft 2000 erstmals im Alter von 17 Jahren mit der chinesischen Nationalmannschaft an einem großen Turnier teil. Es folgten weitere Einsätze im Jahr 2001, gefolgt von der Teilnahme an den Olympischen Winterspielen 2002 in Salt Lake City. In den Jahren zwischen 2004 und 2009 vertrat Jin Fengling ihr Heimatland ebenfalls bei den Weltmeisterschaften der Top-Division. Ebenso nahm sie mit der chinesischen Auswahlmannschaft in den Spielzeiten 2005/06 und 2006/07 außer Konkurrenz an der Meisterschaft der finnischen Naisten SM-sarja teil. Von dort wurde sie gemeinsam mit ihrer Teamkollegin Sun Rui kurzzeitig von den Espoo Blues verpflichtet. In der Saison 2007/08 lief sie – wie ihre Teamkollegin Qi Xueting – für die Strathmore Rockies in der nordamerikanischen Western Women’s Hockey League auf, um vor der Weltmeisterschaft im eigenen Land weitere Erfahrungen zu sammeln.
Ab 2008 trat Jin Fengling nur noch mit dem chinesischen Nationalteam und ihrem heimischen Team aus Harbin in Erscheinung. Nach dem Abstieg aus der Top-Division der WM im Jahr 2009 absolvierte sie bis zu ihrem Rücktritt im Jahr 2013 noch zwei Weltmeisterschaftsturniere in der Division I. Darüber hinaus vertrat sie ihr Land bei den Olympischen Winterspielen 2010 in Vancouver und gewann bei den Winter-Asienspielen 2011 die Bronzemedaille. Zudem war sie mit sieben Assists beste Vorlagengeberin des Turniers.

## Erfolge und Auszeichnungen
- 2011 Bronzemedaille bei den Winter-Asienspielen
- 2011 Beste Vorlagengeberin der Winter-Asienspiele